# Damian Dąbrowski
Damian Dąbrowski (Kamienna Góra, 1992. augusztus 27. –) lengyel válogatott labdarúgó, a Pogoń Szczecin középpályása és csapatkapitánya.

## Pályafutása

### Klubcsapatokban
Dąbrowski a lengyelországi Kamienna Góra városában született. Az ifjúsági pályafutását az Amico Lubin csapatában kezdte, majd a Zagłębie Lubin akadémiájánál folytatta.
2008-ban mutatkozott be a Zagłębie Lubin tartalék, majd 2010-ben az első osztályban szereplő felnőtt keretében. A 2011–12-es szezon második felében a Górnik Polkowice, míg a 2012–13-as szezonban a Cracovia csapatát erősítette kölcsönben. A lehetőséggel élve, 2013-ban a Cracoviához igazolt. 2019. augusztus 24-én a Pogoń Szczecin szerződtette. Először a 2019. augusztus 26-ai, Wisła Płock ellen 2–1-re elvesztett mérkőzésen lépett pályára. Első gólját 2021. november 27-én, a Lechia Gdańsk ellen hazai pályán 5–1-re megnyert találkozón szerezte meg.

### A válogatottban
Dąbrowski az U18-astól az U21-esig minden korosztályú válogatottban képviselte Lengyelországot.
2016-ban debütált a felnőtt válogatottban. Először a 2016. november 14-ei, Szlovénia ellen 1–1-es döntetlennel zárult barátságos mérkőzés 83. percében, Krzysztof Mączyńskit váltva lépett pályára.

## Statisztikák
2023. február 11. szerint

| Klub                          | Szezon   | Osztály     | Bajnokság | Bajnokság | Kupa és Ligakupa | Kupa és Ligakupa | Nemzetközi | Nemzetközi | Összesen | Összesen |
| Klub                          | Szezon   | Osztály     | Meccs     | Gól       | Meccs            | Gól              | Meccs      | Gól        | Meccs    | Gól      |
| ----------------------------- | -------- | ----------- | --------- | --------- | ---------------- | ---------------- | ---------- | ---------- | -------- | -------- |
| Zagłębie Lubin                | 2009–10  | Ekstraklasa | 2         | 0         | 0                | 0                | —          | —          | 2        | 0        |
| Zagłębie Lubin                | 2010–11  | Ekstraklasa | 16        | 0         | 0                | 0                | —          | —          | 16       | 0        |
| Zagłębie Lubin                | 2011–12  | Ekstraklasa | 9         | 0         | 1                | 0                | —          | —          | 10       | 0        |
| Zagłębie Lubin                | Összesen | Összesen    | 27        | 0         | 1                | 0                | 0          | 0          | 28       | 0        |
| Górnik Polkowice (kölcsönben) | 2011–12  | I Liga      | 11        | 1         | 0                | 0                | —          | —          | 11       | 1        |
| Cracovia (kölcsönben)         | 2012–13  | I Liga      | 25        | 0         | 1                | 0                | —          | —          | 26       | 0        |
| Cracovia                      | 2013–14  | Ekstraklasa | 31        | 2         | 0                | 0                | —          | —          | 31       | 2        |
| Cracovia                      | 2014–15  | Ekstraklasa | 36        | 1         | 1                | 0                | —          | —          | 37       | 1        |
| Cracovia                      | 2015–16  | Ekstraklasa | 25        | 1         | 2                | 0                | —          | —          | 27       | 1        |
| Cracovia                      | 2016–17  | Ekstraklasa | 31        | 4         | 0                | 0                | 2          | 0          | 33       | 4        |
| Cracovia                      | 2017–18  | Ekstraklasa | 3         | 0         | 0                | 0                | —          | —          | 3        | 0        |
| Cracovia                      | 2018–19  | Ekstraklasa | 24        | 0         | 0                | 0                | —          | —          | 24       | 0        |
| Cracovia                      | 2019–20  | Ekstraklasa | 0         | 0         | 0                | 0                | 2          | 0          | 2        | 0        |
| Cracovia                      | Összesen | Összesen    | 150       | 8         | 4                | 0                | 4          | 0          | 158      | 8        |
| Pogoń Szczecin                | 2019–20  | Ekstraklasa | 26        | 0         | 2                | 0                | —          | —          | 28       | 0        |
| Pogoń Szczecin                | 2020–21  | Ekstraklasa | 26        | 0         | 2                | 0                | —          | —          | 28       | 0        |
| Pogoń Szczecin                | 2021–22  | Ekstraklasa | 29        | 1         | 1                | 0                | 2          | 0          | 32       | 1        |
| Pogoń Szczecin                | 2022–23  | Ekstraklasa | 19        | 3         | 2                | 0                | 4          | 0          | 25       | 3        |
| Pogoń Szczecin                | Összesen | Összesen    | 100       | 4         | 7                | 0                | 6          | 0          | 113      | 4        |
| Összesen                      | Összesen | Összesen    | 288       | 13        | 12               | 0                | 10         | 0          | 310      | 13       |

### A válogatottban
| Válogatott    | Év       | Pályára lépés | Gól |
| ------------- | -------- | ------------- | --- |
| Lengyelország | 2016     | 1             | 0   |
| Összesen      | Összesen | 1             | 0   |

## Sikerei, díjai
Cracovia
- I Liga
  - Feljutó (1): 2012–13

## Fordítás
Ez a szócikk részben vagy egészben  a   Damian Dąbrowski című angol Wikipédia-szócikk fordításán alapul.  Az eredeti cikk szerkesztőit annak laptörténete sorolja fel. Ez a jelzés csupán a megfogalmazás eredetét és a szerzői jogokat jelzi, nem szolgál a cikkben szereplő információk forrásmegjelöléseként.